# La filosofía en el tocador
La filosofía en el tocador (La Philosophie dans le boudoir ou Les instituteurs immoraux) es una novela atribuida al marqués de Sade, publicada de forma anónima por primera vez en 1795. En esta historia, unos "instructores", en el transcurso de unas horas, introducen a la joven Eugenia en el mundo del libertinaje. Eugenia demuestra ser una alumna aventajada llegando a torturar cruelmente a su propia madre.
Está escrita como un diálogo teatral dividido en siete diálogos, incluyendo en el quinto una exaltada proclama: «Franceses, un esfuerzo más si queréis ser republicanos». 
Durante la obra, los personajes se involucran deliberadamente en una serie de prácticas consideradas inmorales en la época -y aun hoy en día-, cometiendo o relatando actos de homosexualidad, blasfemia, coprofilia, fornicación, sodomía, incesto, secuestro, tortura, pederastia, violación e intento de homicidio. 

## Contexto
La obra se publica por primera vez en 1795 y es atribuida al marqués de Sade. En 1795 ya se ha producido El Terror, siendo Sade un testigo de excepción. Desde su encierro en la cárcel de Picpus, en las afueras de París, asistió a la decapitación de miles de personas e, incluso, estuvo incluido en las listas de la guillotina.
Sade permaneció encerrado por el Antiguo régimen, en la fortaleza de Vincennes y La Bastilla, durante más de trece años, y es la asamblea revolucionaria, anulando las lettre de cachet, la que lo pone en libertad. Desde un principio se suma a la revolución de forma activa. Como ciudadano de su sección redacta escritos críticos, así como el panegírico a la muerte de Marat, y llega a presidir su sección, la sección de Píques, dimitiendo a mitad de una sesión para no verse obligado a debatir lo que él llamó: "Un horror, una inhumanidad". Posteriormente es encarcelado, supuestamente por un error al estar incluido en una relación de "emigrados", pero muy probablemente, su actitud moderada pudo influir y mantener el error. Después de recorrer varias cárceles llega a la de Picpus y allí vive el apogeo del reinado del terror; miles de personas son decapitadas ante sus ojos: "La guillotina ante mis ojos me ha hecho cien veces más daño del que me habían hecho todas las bastillas imaginables".
La filosofía en el tocador mezcla la corrupción de una adolescente con una proclama política donde se pide ir más allá en el espíritu de la República. Proclama con la que se muestra totalmente de acuerdo el elegante y degenerado Dolmancé, ejecutor de la trasformación de la virgen adolescente en un personaje pervertido.

## Trama y personajes
Dolmancé, "Es el ateo más célebre, el hombre más inmoral... ¡Oh! Dolmancé es la corrupción más íntegra y completa, el individuo más malvado y perverso que pueda existir en el mundo", es invitado por la mundana Madame Saint-Ange para "instruir" a Eugenia, una adolescente virgen que acaba de salir del convento. En el transcurso de escasas horas, Eugenia es iniciada en todas las formas de sexualidad y aleccionada en el hedonismo más extremo. El resultado es una Eugenia perversa que renuncia a todas las virtudes y acaba complaciéndose con la cruel tortura de su propia madre. 
Dolmancé, el encargado de la "educación" de Eugenia. Es elegante, atractivo y elocuente. Su rasgo principal, que lo invalidaría para iniciar a una adolescente en las artes amatorias, es su incapacidad de poseer a una mujer a no ser sodomizándola. Con esto, el autor lo convierte en un personaje incapaz de generar vida. Será Agustín, el criado de Madame Saint-Ange, y, "El caballero", los que cubrirán esta limitación del protagonista.
Eugenia, es la adolescente a la que "educarán" hasta corromperla completamente. Su nombre significa "la buen nacida", que acabará totalmente corrompida.
Otro personaje, en cierto modo conductor de la trama, que participará tímidamente y sin convicción en la "educación" de Eugenia, es el hermano de Madame Saint-Ange, que en los diálogos aparece como "El caballero". 
"El caballero" es el que pone en contacto a Dolmancé con Madame Saint-Ange para procurar la “educación” de Eugenia. Permanece casi margen de la educación de la adolescente y, aunque se muestra contrario a las prácticas de Dolmancé y su hermana, participará tímidamente, principalmente, desvirgándola y haciendo parte de las "posturas" propuestas por Dolmancé.
En el transcurso de la trama, en el quinto diálogo, se lee la proclama Franceses, un esfuerzo más para ser republicanos, un panfleto político extremo en sus planteamientos y en ocasiones contradictorio: "No es menos cierto que en otros puntos el folleto está plagado de observaciones extrañas, a veces desconcertantes, a menudo sorprendentes." Que Raymond Jean, achaca a que: "La utopía republicana tiene también sus temeridades". Dolmancé se muestra en total acuerdo con la proclama:

Dolmancé.- Es verdad que yo pienso en gran parte de .acuerdo con esas reflexiones, y mis razonamientos, como usted misma lo ha comprobado, le dan a la lectura que acabamos de hacer la apariencia de una repetición... […] En el mundo sólo la piedad y la beneficencia son peligrosas; la bondad siempre es una debilidad a la que la ingratitud y la impertinencia de los débiles obligan a arrepentirse a la gente honesta. Que un buen observador se preocupe en calcular todos los peligros de la piedad y que luego los compare con los de una dureza de ánimo sostenida, y verá que los primeros son mayores. Pero nos alejamos demasiado, Eugenia: resumamos, para vuestra educación, el único consejo que se pueda extraer de todo lo que acaba de decirse: nunca escuche a su corazón; es el guía más falso que hayamos recibido de la naturaleza; ciérrelo con gran cuidado a los lamentos falaces del infortunio; más vale negarle a aquél que verdaderamente necesita, que correr el riesgo de darle algo a un perverso, a un intrigante o a un arribista: lo primero ocasiona muy leves consecuencias, lo segundo el más grave inconveniente.
La filosofía en el tocador, Diálogo V (intervención de Dolmancé tras la lectura de la proclama.

Inmediatamente después, "El caballero" se muestra en desacuerdo con ella y con la actitud de Dolmancé:

El caballero.- Permítanme, les ruego, retomar los principios de Dolmancé, para tratar de discutirlos y, si puedo, aniquilarlos. ¡Ah! ¡Qué diferente serias, hombre cruel, si privado de la inmensa fortuna que posees y donde encuentras los medios para satisfacer tus pasiones, tuvieras que languidecer durante largos años en el infortunio agobiante del cual tu espíritu feroz se atreve a culpar a los miserables! Cuando tu cuerpo, sólo cansado por las voluptuosidades, descansa lánguidamente sobre lechos de plumas, mira el suyo, agobiado por los trabajos que te permiten vivir, que recoge un poco de paja para preservarse del frío de la tierra, cuya superficie, al igual que las bestias, es lo único que tienen para acostarse; rodeado de platos suculentos, con los que veinte alumnos de Comus despiertan a diario tu sensualidad, mira cómo esos desgraciados le disputan a los lobos, en los bosques, la amarga raíz de un suelo agostado; cuando los juegos, las gracias y las risas conducen hasta tu lecho impuro los objetos más hermosos del templo de Cyterea, mira a ese miserable tendido junto a su triste esposa, que satisfecho de los placeres que recoge en el seno de las lágrimas no puede ni siquiera imaginar que existen otros: míralo, cuando no te privas de nada, cuando vives en medio de lo superfluo; míralo, te pido, falto constantemente de las cosas necesarias para atender las necesidades elementales de la vida; contempla su familia desolada; ve a su esposa, temblando, compartirse con ternura entre los cuidados que debe a su marido, que languidece cerca suyo, y aquellos que la naturaleza exige para los vástagos de su amor, privada de la posibilidad de cumplir con esos deberes tan sagrados para su alma sensible; ¡óyelos sin estremecerte, si es que puedes, cuando reclaman cerca tuyo eso superfluo que tu crueldad les niega!

Bárbaro, ¿no son acaso hombres como tú? y si os parecen, ¿por qué debes gozar cuando ellos languidecen? Eugenia, Eugenia, no apague en su conciencia la voz de la naturaleza: es a la beneficencia que ella la conducirá cuando, a pesar de usted misma, separe su voz del fuego de las pasiones que la absorben. Estoy de acuerdo en que dejemos de lado los principios religiosos, pero no abandonemos las virtudes que la sensibilidad nos inspira; sólo practicándolas gozaremos los más dulces placeres del alma, y también los más deliciosos. Todos los extravíos de su espíritu serán redimidos por una buena obra; ella calmará los remordimientos que su inconducta hará nacer, y formando en el fondo de su conciencia un asilo sagrado donde se recogerá ¿obre usted misma algunas veces, encontrará allí el consuelo para los excesos a donde sus errores la habrán conducido. Hermana, soy joven y libertino, impío, soy capaz de todos los desenfrenos del espíritu, pero me queda el corazón; es puro y con él, amigos míos, me consuelo de todos los defectos de mi edad.
La filosofía en el tocador, réplica de El caballero a Dolmancé

La novela culmina en el séptimo diálogo cuando entra en escena la madre de Eugenia para tratar de apartarla de sus "instructores". Lo que la madre de Eugenia no sospecha es que su esposo (el padre de Eugenia y gran amigo de la señora de Saint-Ange) ha enviado una carta a la a señora de Saint-Ange para advertirle sobre su visita. Lo que facilita a los instructores idear un plan para sorprenderla. Dolmancé y la señora de Saint-Ange, que ya han convencido a Eugenia de que la tortura y el asesinato son designios de la naturaleza, le proponen a Eugenia que tome a su madre como su víctima. Más tarde, con el consentimiento de Eugenia, torturan a su madre cruelmente hasta procurarle una muerte que se prevé lenta (hacen que uno de los sirvientes de Dolmancé la infecte con el Sífilis y además le cosen los conductos genitales). Aquí surge nuevamente la voz de "El caballero" que, tímidamente, protesta: "Verdaderamente, Dolmancé, es horrible lo que nos hace hacer; es ultrajar al mismo tiempo la naturaleza, el cielo y las leyes más sagradas de la humanidad". Aunque finalmente, resignado, participa: "Obedezcamos, ya que no hay modo de persuadir a este perverso que lo que nos hace hacer es horroroso".

## Análisis
Klossowski, en su ensayo "Sade mi prójimo", ve en la proclama Franceses, un esfuerzo… "la divergencia entre Sade y la Revolución, entre Sade y el Terrorismo, entre Sade y Robespierre":

Al rebelaros contra la iniquidad habéis replicado con la iniquidad, ya que habéis matado a vuestros amos como ellos habían matado a Dios en su conciencia. La justicia, para vosotros, a menos que volváis a la servidumbre, la justicia ―y habéis dado pruebas sangrientas de ello―, sólo puede consistir en la practica común de la iniquidad individual. ¿A quién acudiréis sino a Dios, por lo menos a un orden idéntico que os asegurara el tranquilo goce de los beneficios de la insurrección? Todo lo que emprendáis en adelante llevará la marca del asesinato.  Esto es lo que Sade se esfuerza en demostrar en su opúsculo titulado Français, encore un effort si vous voulez être républicains, que no es tanto su obra como la de Dolmancé.
 Klossowski, Sade mi prójimo

En páginas siguientes, continúa: "La lectura del panfleto de Sade no deja de sumirnos en la perplejidad; y estamos tentados de preguntarnos si Sade no quiso desacreditar a su modo los inmortales principios del 89, si ese gran señor en decadencia no abraza la filosofía de las luces con el solo fin de revelar sus tenebrosos cimientos".
No obstante, la opinión de Klossowki es minoritaria. Bataille, en su ensayo La literatura y el mal, opina que Klossowky está equivocado en su análisis. y, mayoritariamente, se acepta que Dolmancé es la voz del propio Sade, así como la proclama Franceses, un esfuerzo más…, un reflejo de su ideario: "si existe una utopía sadiana en relación con las esperanzas engendradas por la revolución, esta utopía está expuesta en el mejor modo en ese libelo".